# Celso Torrelio Villa
Celso Torrelio Villa (ur. 3 czerwca 1933, zm. 23 kwietnia 1999) – boliwijski wojskowy i polityk, prezydent kraju od września 1981 do lipca 1982.